# John Boreland
William John "Bonzer" Boreland (c. 1929 – Belfast, 7 de agosto de 2016) foi um futebolista e activista leal norte-irlandês. Ele ganhou destaque nos primeiros anos do século XXI, quando ele serviu como líder da Brigada do Norte de Belfast da Associação de Defesa do Ulster (ADU) e, como tal, um dos seis comandantes do movimento como um todo. Boreland foi morto em um tiroteio em sua casa em Belfast em 2016.